# Haláčovce
Haláčovce este o comună slovacă, aflată în districtul Bánovce nad Bebravou din regiunea Trenčín, pe malul râului Q13417923⁠(d). Localitatea se află la altitudinea de 220 m deasupra n.m., se întinde pe o suprafață de 4,68 km2 și în 2017 număra 358 de locuitori.

## Istoric
Localitatea Haláčovce este atestată documentar din 1407.

## Demografie
| An:                | 1994 | 2004    | 2014    | 2024   |
| ------------------ | ---- | ------- | ------- | ------ |
| Număr de persoane: | 285  | 322     | 367     | 349    |
| Diferență:         |      | +12,98% | +13,97% | −4,90% |

| An:                | 2023 | 2024   |
| ------------------ | ---- | ------ |
| Număr de persoane: | 351  | 349    |
| Diferență:         |      | −0,56% |